# Římskokatolická farnost Bezděz
Římskokatolická farnost Bezděz (něm. Bösig – Unterbösig – Schlossbösig) je církevní správní jednotka sdružující římské katolíky na území obce Bezděz a v jejím okolí. Organizačně spadá do mladoboleslavského vikariátu, který je jedním z 10 vikariátů litoměřické diecéze. Centrem farnosti je kostel svatého Jiljí na Bezděze.

## Historie farnosti

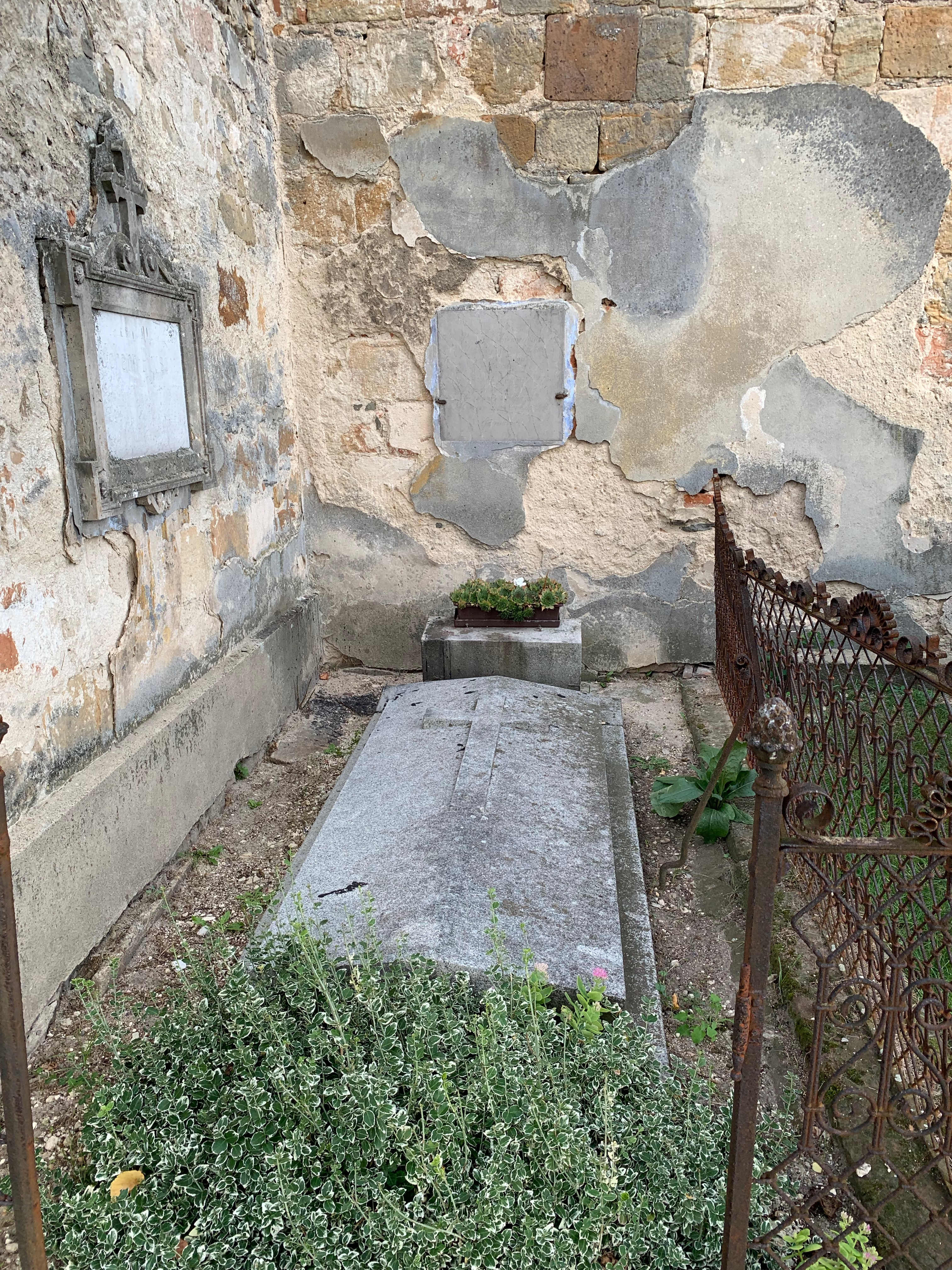
Kněžský hrob u kostela sv. Jiljí: P. Joseph Zimmerhackel a Mons. Johann Pruscha

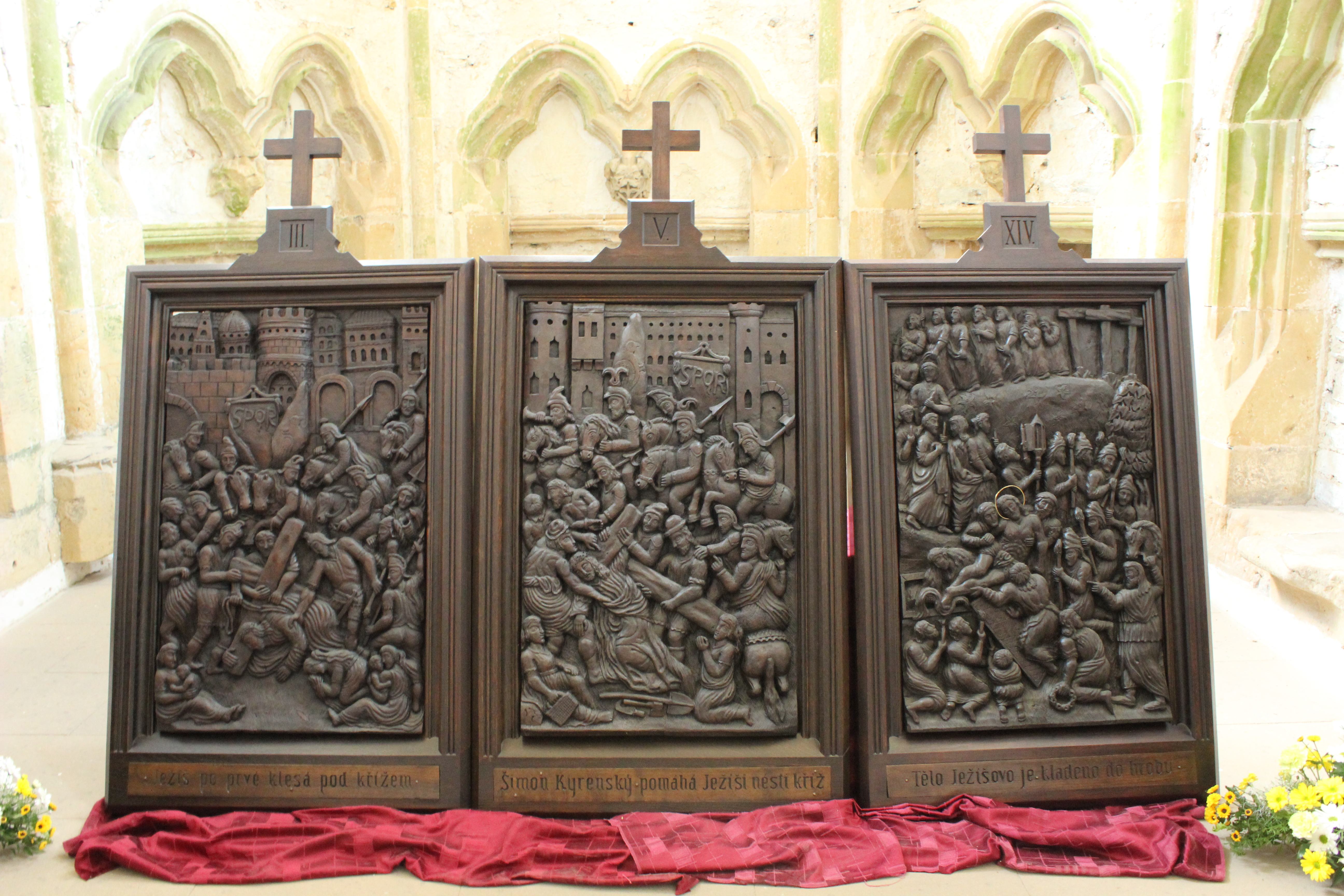
Vystavené desky vystavené v bezdězské kapli svatého Archanděla Michaela, původně osazené v zastaveních křížové cesty na hrad Bezděz

Nejstarší zprávu o kostele sv. Jiljí na dnešním místě máme z roku 1293. Původně románský bezdězský kostel byl v pozdější době několikrát upravován, naposledy v barokním stylu. Udržovací opravy kostela byly prováděny v letech 1921 (výměna šindelové střechy) a 1935 (oprava fasády).
V roce 1910 byly v hrobce pod podlahou hradní kaple archanděla Michaela vyzvednuty kosterní pozůstatky zdejšího probošta Veremunda Tobiase Proche, OSB († 31. května 1748) a několika dalších např. P. Rudesinda Teubnera OSB († 23. září 1784) zde pohřbených benediktinských bratří (benediktinské proboštství na hradě Bezdězu bylo zrušeno císařem Josefem II. v listopadu roku 1785) a přeneseny na hřbitov u bezdězského kostela sv. Jiljí, kde byly pohřbeny na dnes neznámém místě.
Budova fary byla v sousedství kostela vybudována v letech 1765–1769.
Místní duchovní správa byla mateřskou farností několika farností v okolí (Dolní Krupá, Chlum a Kuřívody). Farnost byla obsazována kněžími až do konce 2. světové války. Poslední farář odešel v roce 1945, a farnost začala být administrována excurrendo z jiných farností. V letech 1950–1951 byla opravena střecha a kostel byl odvlhčen.
Farnost je i ve 3. tisíciletí spravována excurrendo z farnosti Bělá pod Bezdězem. V kostele jsou pravidelné bohoslužby. Fara okolo roku 2000 sloužila také jako administrativní budova pro hrad Bezděz.

### Duchovní správcové vedoucí farnost
Začátek působnosti jmenovaného v duchovní správě farnosti od:
- 1293 Albertus
- 1331 Přída
- 1336 Habardus
- Joannes
- 1358 Simon
- 1363 Gallus
- Radslav
- 1379 Nicolaus
- 1385 Martinus Crux, † 1408
- 1408 Joannes
- Simon, † 1423
- 1423 Nicolas
- před 1638 Wencesl. August. Hibel
- 1652 Mathias Neuberg
- 1671 Thomas Trubrik
- 1679 Antonius J. Schovanský
- 1682 Benedictus Kolmann OSB
- 1699 Leonardus Rex OSB
- 1722 Thomas Joann. Prünke
- 1730 Norbertus Petzold CRSA
- 1735 Bernardus Sandmann
- 1752 Adolphus Anton. Weber
- 1762 Augustinus Joann. Paukert
- 1770 Leopold Roth, farář, † 72,5 let
- 1801 Joann. Hajek, † 1. 5. 1802
- 1802 par. vacat
- 1803 Aug. Sigmund, n. 25. 7. 1758 Sandau, o. 29. 7. 1786, † 11. 10. 1828
- 1809 Henr. Scheiner, † 26. 7. 1816
- 1816 Jos. Schmidt, n. 24. 12. 1780 Hradiště, o. 10. 9. 1801 † 14. 8. 1832
- 1821 Jos. Freyesleben, n. 9. 11. 1778 Kamnitz, o. 24. 4. 1804
- 1824 par. vacat
- 1825 Balthazar Patzelt, n. 6. 1. 1783 Skalkens., o. 31. 8. 1807, † 7. 3. 1834
- 1825 Georg. Greindl, n. 15. 4. 1769 Haazenberg (Rak.), o. 21. 1. 1799, † 11. 4. 1849
- 1836 Jos. Zimmerhackel, n. 21. 9. 1802 Hirschberg, o. 10. 11. 1826, † 1. 4. 1848
- 1849 Joann. Bubak, n. 26. 11. 1796 Mnichovo Hradiště, o. 24. 8. 1822, † 5. 5. 1871
- 1863 par. vacat, admin. interc. Franc. Zima
- 1864 Joann. Pruscha, n. 4. 7. 1810 Rokytan. o. 4. 8. 1834, † 28. 12. 1895
- 1890 Jos. Pek, n. 3. 1. 1831 Wemschen, o. 25. 7. 1854, † 22. 1. 1902
- 1901 par vacat, admin. interc. Jos. Pažout
- 1902 Gustav. Joann. Müller, n. 24. 1. 1854 Heidemühl., o. 19. 7. 1879, † 24. 5. 1918
- 1905 par. vacat, adm. interc. exc. Joann. Košek, n. 2. 7. 1868, o. 17. 1. 1892
- 1906 Franc. Řezníček, n. 14. 2. 1855 Velko-Svatoňovic., o. 24. 8. 1882, † 26. 4. 1928
- 1929 par. vacat, adm. exc. Gustav Blaschko, n. 5. 1. 1875, o. 28. 9. 1902
- 1935 Reim. Vogel, n. 18. 4. 1880 Blottendorf, o. 18. 3. 1906, † 8. 1. 1956
- 1. 6. 1939 Eduard. Hanisch, n. 25. 8. 1909 Leipa, o. 25. 6. 1933, † 9. 11. 1981
- od 1. 7. 1946 Jaroslav Dostálek
- 1. 5. 1951 Eduard Schimmel
- 1. 10. 1952 Bohuslav Čálek
- 13. 10.1952 Jaroslav Dostálek
- 1. 10. 1990 Viktor Maretta
- 15. 8. 1991 Petr Kubíček, admin. exc. z Mladé Boleslavi, od r. 1992 z Bakova nad Jizerou
- 1. 5. 1993 Jozef Piroh, admin. exc. z Bakova nad Jizerou
- 1. 12. 1995 Jiří Veith, admin. exc. z Bělé pod Bezdězem
- 1. 8. 2000 Jan Nepomuk Jiřiště O.Cr., admin. exc. z Bělé pod Bezdězem
- 10. 12. 2013 Stanislav Přibyl, CSsR, admin. exc. z Litoměřic
- 1. 2. 2014 Kamil Škoda, admin. exc. z Bělé pod Bezdězem
  - 1. 7. 2015 Luděk Téra, trvalá jáhenská služba[1]

Kromě kněží stojících v čele farnosti, působili ve farnosti v průběhu její historie i jiní kněží. Většinou pracovali jako farní vikáři, kaplani, katecheté, výpomocní duchovní aj.

## Území farnosti
Do farnosti náleží území obce:
- Bezděz (Bösig)[p 2]
- Nová Hospoda (Neuschänke)[p 2]

## Římskokatolické sakrální stavby a místa kultu na území farnosti
| | Fotografie    | Stavba             | Místo                         | Bohoslužby                      | Zeměpisné souřadnice                                          | Status                     | Číslo kulturní památky                       |
| Kostel a fara | Kostel a fara | Kostel a fara      | Kostel a fara                 | Kostel a fara                   | Kostel a fara                                                 | Kostel a fara              | Kostel a fara                                |
| --- | ------------- | ------------------ | ----------------------------- | ------------------------------- | ------------------------------------------------------------- | -------------------------- | -------------------------------------------- |
| 1. |               | Kostel sv. Jiljí   | Bezděz                        | bližší informace o bohoslužbách | kostel v obci 50°32′2″ s. š., 14°43′20″ v. d.                 | farní kostel               | 36876/5-2822 (Pk•MIS•Sez•Obr•WD) (Q15290773) |
| 2. |               | Fara               | Bezděz                        | bohoslužby příležitostně        | Bezděz 3 50°32′3″ s. š., 14°43′19″ v. d.                      | bývalé sídlo farního úřadu | 27717/5-4763 (Pk•MIS•Sez•Obr•WD) (Q31865199) |
| Hradní kaple |               |                    |                               |                                 |                                                               |                            |                                              |
| 3. |               | Kaple sv. Michaela | Bezděz – hrad                 | bližší informace o bohoslužbách | na vrchu severně nad obcí 50°32′22″ s. š., 14°43′15″ v. d.    | hradní kaple               | 11771/5-2821 (Pk•MIS•Sez•Obr•WD) (Q1186381)  |
| Křížová cesta ke hradu |               |                    |                               |                                 |                                                               |                            |                                              |
| I. |               | 1. zastavení       | Křížová cesta ke hradu Bezděz | bohoslužby příležitostně        | na přístupové cestě ke hradu 50°32′17″ s. š., 14°43′16″ v. d. | výklenková kaple           | 11771/5-2821 (Pk•MIS•Sez•Obr•WD) (Q1186381)  |
| II. |               | 2. zastavení       | Křížová cesta ke hradu Bezděz | bohoslužby příležitostně        | na přístupové cestě ke hradu 50°32′17″ s. š., 14°43′15″ v. d. | výklenková kaple           | 11771/5-2821 (Pk•MIS•Sez•Obr•WD) (Q1186381)  |
| III. |               | 3. zastavení       | Křížová cesta ke hradu Bezděz | bohoslužby příležitostně        | na přístupové cestě ke hradu 50°32′18″ s. š., 14°43′15″ v. d. | výklenková kaple           | 11771/5-2821 (Pk•MIS•Sez•Obr•WD) (Q1186381)  |
| IV. |               | 4. zastavení       | Křížová cesta ke hradu Bezděz | bohoslužby příležitostně        | na přístupové cestě ke hradu 50°32′18″ s. š., 14°43′14″ v. d. | výklenková kaple           | 11771/5-2821 (Pk•MIS•Sez•Obr•WD) (Q1186381)  |
| V. |               | 5. zastavení       | Křížová cesta ke hradu Bezděz | bohoslužby příležitostně        | na přístupové cestě ke hradu 50°32′17″ s. š., 14°43′13″ v. d. | výklenková kaple           | 11771/5-2821 (Pk•MIS•Sez•Obr•WD) (Q1186381)  |
| VI. |               | 6. zastavení       | Křížová cesta ke hradu Bezděz | bohoslužby příležitostně        | na přístupové cestě ke hradu 50°32′17″ s. š., 14°43′12″ v. d. | výklenková kaple           | 11771/5-2821 (Pk•MIS•Sez•Obr•WD) (Q1186381)  |
| VII. |               | 7. zastavení       | Křížová cesta ke hradu Bezděz | bohoslužby příležitostně        | na přístupové cestě ke hradu 50°32′17″ s. š., 14°43′11″ v. d. | výklenková kaple           | 11771/5-2821 (Pk•MIS•Sez•Obr•WD) (Q1186381)  |
| VIII. |               | 8. zastavení       | Křížová cesta ke hradu Bezděz | bohoslužby příležitostně        | na přístupové cestě ke hradu 50°32′17″ s. š., 14°43′10″ v. d. | výklenková kaple           | 11771/5-2821 (Pk•MIS•Sez•Obr•WD) (Q1186381)  |
| IX. |               | 9. zastavení       | Křížová cesta ke hradu Bezděz | bohoslužby příležitostně        | na přístupové cestě ke hradu 50°32′18″ s. š., 14°43′9″ v. d.  | výklenková kaple           | 11771/5-2821 (Pk•MIS•Sez•Obr•WD) (Q1186381)  |
| X. |               | 10. zastavení      | Křížová cesta ke hradu Bezděz | bohoslužby příležitostně        | na přístupové cestě ke hradu 50°32′18″ s. š., 14°43′8″ v. d.  | výklenková kaple           | 11771/5-2821 (Pk•MIS•Sez•Obr•WD) (Q1186381)  |
| XI. |               | 11. zastavení      | Křížová cesta ke hradu Bezděz | bohoslužby příležitostně        | na přístupové cestě ke hradu 50°32′19″ s. š., 14°43′7″ v. d.  | výklenková kaple           | 11771/5-2821 (Pk•MIS•Sez•Obr•WD) (Q1186381)  |
| XII. |               | 12. zastavení      | Křížová cesta ke hradu Bezděz | bohoslužby příležitostně        | na přístupové cestě ke hradu 50°32′20″ s. š., 14°43′8″ v. d.  | výklenková kaple           | 11771/5-2821 (Pk•MIS•Sez•Obr•WD) (Q1186381)  |
| XIII. |               | 13. zastavení      | Křížová cesta ke hradu Bezděz | bohoslužby příležitostně        | na přístupové cestě ke hradu 50°32′21″ s. š., 14°43′9″ v. d.  | výklenková kaple           | 11771/5-2821 (Pk•MIS•Sez•Obr•WD) (Q1186381)  |
| XIV. |               | 14. zastavení      | Křížová cesta ke hradu Bezděz | bohoslužby příležitostně        | na přístupové cestě ke hradu 50°32′21″ s. š., 14°43′11″ v. d. | výklenková kaple           | 11771/5-2821 (Pk•MIS•Sez•Obr•WD) (Q1186381)  |
| XV. |               | 15. zastavení      | Křížová cesta ke hradu Bezděz | bohoslužby příležitostně        | na přístupové cestě ke hradu 50°32′22″ s. š., 14°43′13″ v. d. | výklenková kaple           | 11771/5-2821 (Pk•MIS•Sez•Obr•WD) (Q1186381)  |
| Některé drobné sakrální stavby a pamětihodnosti lze dohledat zde v databázi Drobné sakrální památky Zaniklé sakrální stavby lze dohledat zde v databázi Poškozené a zničené kostely, kaple a synagogy v České republice |               |                    |                               |                                 |                                                               |                            |                                              |

Ve farnosti se mohou nacházet i další drobné sakrální stavby, místa římskokatolického kultu a pamětihodnosti, které neobsahuje tato tabulka.